# Уйгурська латиниця
Уйгурський латинський алфавіт (уйг. ئۇيغۇر لاتىن يېزىقى, Уйгурська латинська Yëziqi, ULY, Уйғур Латин Йезиқи) — допоміжний алфавіт для уйгурської мови, заснований на латинській писемності. Уйгурський написаний переважно арабським алфавітом, а іноді і кирилицею.

## Конструкція
Проєкт ULY був завершений в Університеті Сіньцзяна, Урумчі Уйгурського автономного району Сіньцзян (XUAR), Китайська Народна Республіка, в липні 2001 р., На п'ятій конференції серії, що відбулася там з цією метою, що розпочалася в листопаді 2000 р. У січні 2008 року проєкт ULY був змінений та визначений Уйгурським автономним регіональним робочим комітетом з питань мови та письма меншин. 
Букви в ULY розташовані в порядку:
| Велика буква   | A    | Е    | B | P    | Т | J  | СН | X    | D | Р.   | Z | ZH | S | SH | GH   | F    | Питання | К | G | НГ | L | М | N | H    | О    | U    | Ö | Ü    | W    | Ë     | Я           | Y |
| -------------- | ---- | ---- | - | ---- | - | -- | -- | ---- | - | ---- | - | -- | - | -- | ---- | ---- | ------- | - | - | -- | - | - | - | ---- | ---- | ---- | - | ---- | ---- | ----- | ----------- | - |
| Маленький лист | a    | e    | b | стор | т | j  | гл | х    | d | р    | z | ж  | s | ш  | gh   | f    | q       | k | g | нг | л | м | п | h    | o    | u    | ö | ü    | w    | ë     | i           | р |
| IPA            | ɑ, a | ɛ, æ | b | p    | t | d͡ʒ | t͡ʃ | χ, x | d | r, ɾ | z | ʒ  | s | ʃ  | ʁ, ɣ | f, ɸ | q       | k | ɡ | ŋ  | l | m | n | h, ɦ | o, ɔ | u, ʊ | ø | y, ʏ | w, v | e ; ɤ | i, ɪ ; ɨ, ɯ | j |

## Призначення
Творці ULY рішуче наголосили, що «запропонований алфавіт не повинен замінювати [персидсько-арабський уйгурський алфавіт], а також його введення не повинно представляти нову реформу письмової системи. Він повинен використовуватися виключно в пов'язаних з комп'ютером областях як допоміжна система письма».

## Громадське сприйняття
ULY було важке піар присутність як в Інтернеті і офіційних ЗМІ Синьцзян — Уйгурського автономного району, але, незважаючи на офіційні зусилля, щоб применшити почуття масивної реформи, ULY придбала такий відтінок, і публіка, здається, насторожено ставляться до неї. Заслуговує на увагу важливість особистого листування між латиною та арабською.

## Порівняння орфографій
Різні ортографії порівнюються в наступній таблиці.

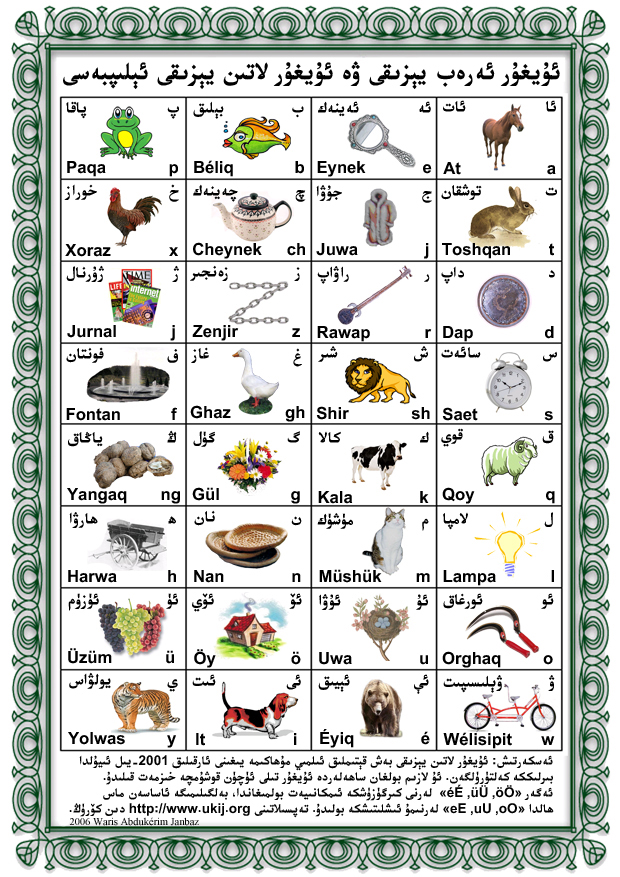
Порівняльні алфавіти: арабсько-писемний уйгурський, латинський алфавіт уйгурський; Уйгурський Ереб Йезікі, уйгурський латинський Yëziqi sëlishturma liplipi

| Order | UEY          | ULY   | USY | UYY     | IPA     |
| ----- | ------------ | ----- | --- | ------- | ------- |
| 01    | ئا‎           | A a   | А а | A a     | /ɑ/     |
| 02    | ئە‎           | E e   | Ә ә | Ə ə     | /ɛ/~/æ/ |
| 03    | ب‎            | B b   | Б б | B b     | /b/     |
| 04    | پ‎            | P p   | П п | P p     | /p/     |
| 05    | ت‎            | T t   | Т т | T t     | /t/     |
| 06    | ج‎            | J j   | Җ җ | J j     | /d͡ʒ/    |
| 07    | چ‎            | Ch ch | Ч ч | Q q     | /t͡ʃ/    |
| 08    | خ‎            | X x   | Х х | H h     | /χ/     |
| 09    | د‎            | D d   | Д д | D d     | /d/     |
| 10    | ر‎            | R r   | Р р | R r     | /r/     |
| 11    | ز‎            | Z z   | З з | Z z     | /z/     |
| 12    | ژ‎            | Zh zh | Ж ж | Ⱬ ⱬ     | /ʒ/     |
| 13    | س‎            | S s   | С с | S s     | /s/     |
| 14    | ش‎            | Sh sh | Ш ш | X x     | /ʃ/     |
| 15    | غ‎            | Gh gh | Ғ ғ | Ƣ ƣ     | /ʁ/     |
| 16    | ف‎            | F f   | Ф ф | F f     | /f/     |
| 17    | ق‎            | Q q   | Қ қ | Ⱪ ⱪ     | /q/     |
| 18    | ك‎            | K k   | К к | K k     | /k/     |
| 19    | گ‎            | G g   | Г г | G g     | /ɡ/     |
| 20    | ڭ‎            | Ng ng | Ң ң | Ng ng   | /ŋ/     |
| 21    | ل‎            | L l   | Л л | L l     | /l/     |
| 22    | م‎            | M m   | М м | M m     | /m/     |
| 23    | ن‎            | N n   | Н н | N n     | /n/     |
| 24    | ھ‎            | H h   | Һ һ | Ⱨ ⱨ     | /h/     |
| 25    | ئو‎           | O o   | О о | O o     | /o/     |
| 26    | ئۇ‎           | U u   | У у | U u     | /u/     |
| 27    | ئۆ‎           | Ö ö   | Ө ө | Ɵ ɵ     | /ø/     |
| 28    | ئۈ‎           | Ü ü   | Ү ү | Ü ü     | /y/     |
| 29    | ۋ‎            | W w   | В в | W w/V v | /w/~/v/ |
| 30    | Шаблон:Raise | Ë ë   | Е е | E e     | /e/     |
| 31    | ئى‎           | I i   | И и | I i     | /i/~/ɪ/ |
| 32    | Шаблон:Raise | Y y   | Й й | Y y     | /j/     |

1. ↑  Before the 2008 revision, j could be used as well.
2. ↑  Before the 2008 revision, É/é was used.

## Приклад тексту
Нижче наведено приклад Загальної декларації прав людини (стаття 1) в уйгурському:
| Арабський алфавіт (UEY) :                  | |
| Кирилиця (USY) :                           | Һәммә адәм туғулушидинла әркин, иззәт-һөрмәт вә һоқуқта баббаравәр болуп туғулған. Улар әқилгә вә виҗданға ігр һәмдә бир-биригә қериндашлиқ мунасивитигә хас роһ билән муамилә қилиши керәк.         |
| Колишній алфавіт на основі пініїну (UYY) : | Ⱨəmmə adəm tuƣuluxidinla ərkin, izzət-ⱨɵrmət wə ⱨoⱪuⱪta babbarawər bolup tuƣulƣan. Ular əⱪilgə wə wijdanƣa igə ⱨəmdə bir-birigə ⱪerindaxliⱪ munasiwitigə має roⱨ bilən mu'amilə ⱪilixi kerək.        |
| Новіший латинський алфавіт (ULY):          | Hemme adem tughulushidinla erkin, izzet-hörmet we hoquqta babbarawer bolup tughulghan. Ular eqilge we wijdan'gha ige hemde bir-birige qërindashliq munasiwitige xas roh bilen muamile qilishi kërek. |
| Українська :                               | Усі люди народжуються вільними та рівними в гідності та правах. Вони наділені розумом і совістю і повинні діяти один до одного в дусі братерства.                                                    |